# Base aérienne de Kouchtchiovskaïa
La base aérienne Kouchtchiovskaïa (en russe : Кущёвская) est une base militaire située près de la ville de Kouchtchiovskaïa, dans le kraï de Krasnodar, en Russie.

## Historique
La 195e base aérienne d'entraînement accueille divers équipements (Su-27, MiG-29, L-39), elle était la base de référence du 797e régiment d'aviation d'entraînement de l'unité militaire 19104 attachée à l'École supérieure d'aviation militaire de Krasnodar.
Le 27 avril 2024, le service de sécurité d'Ukraine (SBU), indique avoir lancé une série de frappes de drones visant à endommager l’industrie pétrolière russe et que ceux-ci ont frappé deux raffineries de pétrole à Ilski et Slaviansk-na-Koubani en même temps que la base aérienne de Kouchtchiovskaïa,,.
Le 19 mai 2024, des drones ont frappé la raffinerie de pétrole de Slaviansk-sur-Kouban ainsi que la base aérienne de Kouchtchiovskaïa, et avoir coulé le dragueur de mines russe Kovrovets,.